# Bandigowdanahalli, Chamarajanagar
Bandigowdanahalli là một làng thuộc tehsil Chamarajanagar, huyện Chamarajanagar, bang Karnataka, Ấn Độ.